# ニコラス・スロニムスキー
ニコラス・スロニムスキー（Nicolas Slonimsky, 1894年4月27日 - 1995年12月25日 ）はロシア系アメリカ人の作曲家・指揮者・音楽評論家・辞書編集者・作家。

## 略歴
実名はニコライ・レオニードヴィチ・スロニムスキー（Nikolai Leonidovich Slonimsky (ロシア語: Николай Леонидович Слонимский)）。サンクトペテルブルクに生まれる。両親はギリシャ正教に改宗したユダヤ人であり、スロニムスキーもロシア正教会で洗礼を受けた。母方のおばイサベル・ヴェンゲーロヴァにピアノの手解きを受ける。
1923年にアメリカ合衆国に移住し、ロチェスター・イーストマン音楽学校に新設されたオペラ部門の伴奏者として働きながら、同校で作曲や指揮法の研究を続けた。2年後にボストンに移り、セルゲイ・クセヴィツキーの助手としてボストン交響楽団に勤める（但しスロニムスキーは、パリでクセヴィツキーのためにコレペティトールを務めたことがあった）。この間、ボストン音楽院やマルキン音楽院で音楽理論を指導し、ボストン・イヴニング・トランスクリプト紙やクリスチャン・サイエンス・モニター紙、エチュード紙に音楽評論家として寄稿するようになった。
1927年にボストン室内管弦楽団を結成し、同時代の作曲家にこの団体のための作品を依嘱するなど、現代音楽の擁護者として活動した。例えば1931年にはチャールズ・アイヴズの《ニューイングランドの3つの場所》を、1933年にはエドガー・ヴァレーズの13人の打楽器奏者のための《イオニザシオン》の世界初演を指揮している。
1958年に『ベイカー音楽家人名事典』の監修者を引き受け、1992年まで編集主幹を務めた。また、20世紀の音楽界におけるあらゆる重要な出来事をまとめた『1900年以降の音楽 Music Since 1900 』を執筆し、『音楽毒舌事典 The Lexicon of Musical Invective 』（日本語版は「名曲悪口辞典」，ISBN 978-4-276-20376-1）では、音楽評論家による作曲家への痛快な扱き下ろしをまとめた。スロニムスキーの最も有名な著書は『音階と旋律の型のシソーラス Thesaurus of Scales and Melodic Patterns 』（ISBN 0-8256-1449-X）である。これは、フランク・ザッパやジョン・コルトレーン、ジョン・クーリッジ・アダムズやバケットヘッドなど、多方面の音楽家に影響を与えたことでも知られる。
著名な門人に、中国系アメリカ人の民族音楽学者、シンシア・ツェ＝キンバーリンがいる。
101歳にて逝去。

## エピソード
スロニムスキーは、『絶対音感 Perfect Pitch 』(ISBN 0-1931-5155-3)と題された優れた自叙伝を残しており、恩人クセヴィツキーや、アイヴズ、ヘンリー・カウエル、イーゴリ・ストラヴィンスキーら20世紀のアメリカ音楽界の著名人について、生き生きとアネクドートを語っている。
1986年にスロニムスキーは、土曜日午後のロサンジェルスのFM放送番組「ダグ・オーデュニオ・ショウ」にたびたび出演した。収録風景は、ニューヨークのテレビ局からのスタッフによって撮影された。スロニムスキーは茶目っ気たっぷりのユーモア感覚を発揮して見せた。この特性は、ジョニー・カーソンと共演した「トゥナイト・ショウ」においてもたびたび披露されることになる。
後半生においては、前衛的なロック・ミュージシャンのフランク・ザッパと親友になり、1981年にサンタモニカで行われたザッパのコンサートにおいて、自身の作品を上演した。また、スロニムスキーはザッパの娘ムーン・ザッパから教えてもらったグロディ＝トゥ＝ザ＝マックスというフレーズを、自分の飼い猫の名前にした。

## 親族
- 甥：セルゲイ・スロニムスキー－作曲家、音楽学者、ピアニスト

### 音源
- Speaking of Music (Charles Amirkhanian talks to Slonimsky, 1987)
- Music & Conversation with Slonimsky at his home in Los Angeles, 1979
- Ode to Gravity Music by and for Slonimsky on his 97th birthday (with Charles Amirkhanian, June 1991)
- Slonimsky at 76 Slonimsky discusses Igor Stravinsky and Charles Ives with Charles Amirkhanian & Robert Commanday, 1971
- On Frank Zappa Slonimsky discusses his relationship with Frank Zappa, 1983
- A dinner at Mrs. Antheil's house Slonimsky shares roast duck with Charles Amirkhanian, Carol Law and the widow of composer George Antheil, 1971
- Lecture at Berkeley Piano Club, 1971
- On Shostakovich, after the composer's death, 1975 Slonimsky discusses the work of Dmitri Shostakovich
- A program on the elder statesmen of American music, including Slonimsky
- Slonimsky talks with David Cloud on the 40th anniversary of the world premiere of Ionisation, 1973